# Loewia erecta
Loewia erecta là một loài ruồi trong họ Tachinidae.